# عبد الحميد حمدي
عبد الحميد حمدي عبد العزيز هو قائد عسكري مصري من سلاح المدرعات بالقوات المسلحة المصرية.

## ولادته
من مواليد 4 أغسطس 1928 بمنيا القمح بمحافظة الشرقية. نجل الأميرلاي / عبد العزيز حمدي من الجيش المصري و حفيد الأميرلاي مهندس / إبراهيم حمدي، كبير مهندسين الجيش المصري و أحد قيادات الثورة العرابية بقيادة الزعيم أحمد عرابي 9 سبتمبر عام 1881.

## دراسته
درس في مدرسة فاروق الأول بالقاهرة من الابتدائية حتى البكالوريا.
التحق بـ الكلية الحربية عام 1946 و تخرج في دفعة 1948 ليشترك على الفور في حرب فلسطين و هو برتبة ملازم ثانِ.

## في العسكرية

### حرب 1948
عُينَ قائدً بالألآي الثاني مدّرع إستطلاع بسلاح الفرسان المدرعات في حرب فلسطين و قاتل في غزة والمجدل ودير البلح، ولقد وأُصيب في هذة الحرب في قتال عنيف حيث صدّ هجوم العدو ومنعة من الوصول واحتلال قرية تل جمة والتي تقع في أقصى الشمال الغربي من قطاع غزّة، وقد أُصيب بشاظيا في العمليات الحربية بساقة اليسرى وحَصَلَ وقتها على نوط الجدارة الذهبي أواخر عام 1948. تم علاجة في مستشفى العريش وأُرسل إلى القاهرة لإجراء عملية جراحية ثم أُعيد مرةً أخرى إلى أرض المعركة في فلسطين حيث قاد قوة إستطلاع مدرع كانت أقرب قوة إستطلاع من تل أبيب بحوالي 75 كيلو وذلك أثناء قرار مجلس الأمن بوقف إطلاق النار والعودة لتمركز القوة المصرية في قطاع غزة. أثناء فترة الهدنة وبالتحديد في ستمبر 1948 كُلف بقيادة قوة التأمين الحدودية على الشريط الساحلي بين طابا وأم رشراش إيلات و كان مركز قيادتة للقوة المصرية في طابا بين العلامة الحدودية 90 و العلامة 91 و بالتحديد المكان الذي أُقيم فية بعد ذلك فندق سونستا. خدّمَ في طابا حتى يناير عام 1951.

### بعد حرب 1948 وثورة 1952
في عام 1951 رُشح، و هو برتبة نقيب، للسفر في بعثة للدرسات العسكرية في إنجلترا لمدّة عامين لدراسة التكتيك الحربي دبابات و فرق الإستطلاع المدرع، و عاد قبيل ثورة 1952 ليُعَين قائد لقوة تأمين مدرعة تابعة للمنطقة الشمالية بمنطقة مصطفى كامل بالأسكندرية من يوليو 1952 إلى منتصف 1954. ثم أُختير ليسافر في بعثة دراسية عسكرية لفرنسا عامي 1955-1956 و كان برتبة رائد.

### العدوان الثلاثي
استُدعي من البعثة فور العدوان الثلاثي و كُلّف بقيادة أركان حرب آلاي مدرع إستطلاع بسيناء و التي تعاملت القوة بكفاءة قتالية باسلة مع العدو شرق ممر متلا في صد الهجوم البري بواسطة مدرعات العدو حتى صدر قرار مجلس الأمن بوقف العمليات العسكرية و الانسحاب الصهيوني من سيناء ثم سافر لإستكمال البعثة في ألمانيا الغربية عام 1957 حتى وعاد منها عام 1958.

### البعثة العسكرية لروسيا
في منتصف عام 1958 أُختير من ضمن ثلاثون ضابطً للسفر في بعثة لــ أكاديمية فرونز العسكرية العليا في الإتحاد السوفيتي لمدّة ثلاث سنوات و تَخَرَجَ فيها كقائد أسلحة مشتركة وظابط أركان حرب بدرجة امتياز عام 1961 و كان برتبة مقدم.

### قائد القوة العربية في العراق
في عام 1965 كان برتبة عقيد أركان حرب، كُلفَ من الزعيم الراحل جمال عبد الناصر بتولي قيادة القوة العربية في العراق عام 1965 لمساعدة الجيش العراقي في تأمين الجمهورية العراقية والمساعدة في تأسيس جهاز المخابرات العراقية. حَصَلَ أثناء فترة خدمتة على وسام بلاد الرافدين و ميدالية حصن الأمان العراقية من الراحل الرئيس عبد السلام عارف.

### حرب 1967
عُينَ رئيس أركان اللواء السادس بالفرقة الرابعة المدرعة في سيناء، وأثناء حرب 1967 كانت في سيناء معارك مع العدو الصهيوني حيث ذكر عنة اللواء صدقي عوض الغول قائد الفرقة الرابعة المدرعة، انه شكل قوة لتأمين ممر الجدي و دارت معركة شرسة مع العدو صدَّ فيها الهجوم البري على ممر الجدي بسيناء و التي وُصِفت بالمهمة الانتحارية للواء السادس.

### الإحالة للتقاعد
في نوفمبر 1967، إِعتُقلَ لمدّة عام على خلفية التخوف من دفعة شمس بدران وزير الحربية الأسبق إلى أن تم الإفراج عنه في يونيه 1968 بصدور قرار من الرئيس الراحل جمال عبد الناصر للإحالة إلى المعاش وكان معة أعز أصدقائة أحمد بدوي رحمة الله، وأكثر من ستون ضابطً من دفعة 48 و 49 عاد منهم خمسة عشرة ضابطً فيما بعد إلى الخدمة بقرار من الرئيس الراحل محمد أنور السادات
التحق خلال تلك الفترة بـ كلية التجارة جامعة القاهرة و حَصّل على درجة البكالوريوس شعبة إدارة الأعمال.

### العودة للخدمة العسكرية
في إبريل عام 1971 صدر قرار من الرئيس الراحل محمد أنور السادات بإلغاء قرار رئيس الجمهورية الصادر عام 1968 و عودتهِ إلى الخدمة بنفس درجة الترقي عميد أركان حرب ومعه خمسة عشر من الضباط زملائه.
التحق بـ كلية الحرب العليا بدرجة كبير معلمين في منتصف نفس العام، ثم التحق بـ أكاديمية ناصر العسكرية العليا حيث حَصّل على درجة الزمالة في نفس العام. أعد أبحاث و أضاف الكثير إلى علوم العمليات الحربية على مستوى الجيوش حيث أضاف الكثير إلى علوم العمليات الحربية أهمها؛ رسالته البحثية في علوم التكتيك الحربي للأسلحة المشتركة فقدّم البحث العسكري في - الـمُـبَـادَأَة وكيفية تحقيقها والاحتفاظ بها في العملية الهجومية الاستراتيجية على الاتجاة الاستراتيجي سيناء / إسرائيل- التي أصبحت مادة علمية أساسية في اكاديمية ناصر العسكرية العليا وكذلك قام بتطوير الخطط الاستراتيجية في وضع التكتيك الحربي بدءً من الاستعداد للقتال إلى تحقيق الهدف الاستراتيجي.
في أغسطس عام 1971 عُين قائد تدريب الجيش الثالث الميداني ج3 وفي منتصف عام 1972 تم تعين سيادته لرئاسة أركان سلاح المدرعات.

### رئيس أركان سلاح المدرعات خلال حرب أكتوبر 1973
في مايو عام 1972، عُين في منصب رئيس أركان سلاح المدرعات وكان من أصغر الضباط سننً في الهيئة الرئاسية لأركان أسلحة الجيش. قاد عمليات التدريب و التطوير و الإستعدادات الفنية للدبابات و رفع تقارير التقييم و المراجعة و تقديم التوصيات لهيئة العمليات و أركان الحرب. نفذ الخطط التعباوية لسلاح المدرعات و قام بالإشرف على التدريب القتالي التلاحمي للدبابات و العمل على رفع الروح المعنوية لضباط و صف و جنود السلاح في تحمل القتال التلاحمي لأطول وقت ممكن. قام أيضاً بالتفتيش على المصانع المركزية والورش الفنية في المواقع القتالية في الجيش الثاني والجيش الثالث الميداني، فلقد نجحَ برَفَعَ المستوى القتالي للدبابات من درجة 82% إلى 98% بحيث نجحت في تمكين المقاتلين المصريين البواسل في إظهار أعلى كفائة في المناورة القتالية حتى تحقق العبور العظيم في أكتوبر عام 1973. وشهدت الدول العظمى بتفوق المدرعات المصرية و إعتُبرت فخرً لسلاح المدرعات المصري بكون حرب السادس من أكتوبر ثاني أكبر معركة مدّرعات في التاريخ بعد الحرب العالمية الثانية. فكانت رئاسة سيادته لأركان السلاح لها عظيم الإنجاز في إعداد الدبابات لتحقيق الدرجة العالية من الكفاءة والدقة المتناهية في حساب درجات التصويب لإحداث أكبر خسائر للعدو و كذلك تجهيز الدبابات و التدريب على القتال الليلي بوضع الخطط التكتيكية لتحقيق الهدف الإستراتيجي الحربي. لقد كان لسلاح المدرعات المصري دور قتالي متميز في تحقيق العبور العظيم و الصمود في معارك الدبابات المعروفة بالمعارك التصادمية وتدمير اللواءات المدرعة للعدو و تَكبد العدو الصهيوني خسائر فادحة في الأرواح و الدبابات. تم تكريم سيادته عام 1974 من القائد الأعلى للقوات المسلحة و ترقيته لرتبة لواء واستمر في منصب رئيس أركان المدرعات حتى منتصف عام 1975.

### مدير سلاح المدرعات بعد حرب أكتوبر
عُينَ مديرً لسلاح المدرعات عام 1975 خلفاً لـ لواء أ ح كمال حسن علي رحمه الله. وكانت أهم أولاوياتة و واجباتة هي الحفاظ على القوة العسكرية لسلاح المدرعات كقوة رادعة لأي محاولة للعدو لخرق خطوط الفصل بعد حرب أكتوبر و كذلك قابليتها لتطوير الهجوم إذا صدر الأمر فقام بتحديث المصانع المركزية و الورش الفنية الميدانية و تجهيز الدبابات بأحدث التكنولوجيا المتطورة لدى الغرب والشرق الأقصى، فعقدَ إتفاقيات التسليح المتطور مع فرنسا وإنجلترا ويوغوسلافيا و أصصبحت مصر تمتلك أقوى الدبابات و تطويرها في المصانع المركزية لترقى بأحدث التكنولوجيا في أنظمة الرؤيا الليلية و تصحيح التصويب ليحقق أعلى نسب عالمية، كما قام بتجهيز الإدارة بأحدث وسائل الإتصال بالأفرع الميدانية و هيئة العمليات و الورش الفنية. كما أهتم بدعم الروح المعنوية لرجال المدرعات فأنشاء دار المدرعات ليكون النادي الاجتماعي لرجال السلاح و أسرهم، و إهتم بتفعيل يوم للاحتفال برجال سلاح المدرعات فتم تحديد يوم تفوق المدرعات، كما أسس جمعية درع مصر لضباط المدرعات وترأس مجلس إدارتها، كما كان عضو مؤسس ورئيس مجلس إدارة جمعية المحاربين القدماء وضحايا الحرب. فلقد شهدت إدارة المدرعات في عهد سيادته أكبر إنجاز في تمكين المدرعات المصرية لفرض السيطرة على أراضي سيناء المستردّة بنصر أكتوبر و تفعيل التحديث المستمر، كما يشهد الكثير من زملائه و تلاميذه أنه بمثابة قدوة ورمز كبير من رموز المدرعات المصرية.

### مساعد وزير الدفاع واستلام مرحلة -أ- من سيناء
في مارس 1979 صدّر قرار رئيس الجمهورية بتعينه مساعداً لوزير الدفاع نائب القائد العام للقوات المسلحة، كما عُينَ عضو ونائب رئيس اللجنة العسكرية العليا لمفاوضات الانسحاب الإسرائيلي من سيناء. كما كان المفوض من القوات المسلحة المصرية لاستلام سيناء والمراقب العسكري لتنفيذ معاهدة السلام مع إسرائيل بالانسحاب الكامل للقوات الإسرائيلية من مرحلة -أ- من سيناء حسب إتفاقية كامب ديفيد وإعلان فرض السيادة الكاملة للقوات المسلحة المصرية. وفي يوم 25 مايو 1979 قام سيادته برفع علّم القوات المسلحة المصرية في احتفال مهيب أُقيم في ساحة الأبطال بمدينة العريش كإجراء عسكري لتسليمها للقيادة السياسية والذي تم في اليوم التالي 26 مايو 1979 بتسليم علّم جمهورية مصر العربية إلى الرئيس محمد أنور السادات الذي قام بدورة برفع العلم المصري على مدينة العريش بجانب علّم القوات المسلحة المصرية. وقد قام القائد العام للقوات المسلحة فريق أول / كمال حسن علي وزير الدفاع بتسليم العلّم لرئيس الجمهورية القائد الأعلى للقوات المسلحة.

## شهادته في قضية طابا
طُلب منة عن طريق رئاسة الجمهوررية في ديسمبر 1987 أن يسافر إلى طابا بصحبة فريق عمل دبلوماسي يتبع وزارة الخارجية المصرية لمعاينة نقطة 91 المتنازع عليها مع إسرائيل و ذلك للإدلاء بشهادتة أمام محكمة العدل الدولية بجنيف ضمن شهود الإثبات. و في الجلسة الصباحية يوم الأربعاء 16 مارس عام 1988 قدم اللواء أ ح عبد الحميد حمدي شهادتة عن فترة خدمتة في طابا ما بين أعوام 1949 و 1950 و 1951 و التي تضمنت أنة لم يكن هناك سوى عمود واحد في موضوع الحدود و هو نقطة 91 و أن بئر طابا عندها و ان البئر الذي عند الجبل لم يكن البئر الصالح للشرب إلا للجمال و لأغراض الغسيل، كما تقدم لهيئة المحكمة بالصور الملتقطة آن ذاك لبئر طابا هو و أفراد قوة التأمين الحدودية المصرية و التي أثبتت بما لا يدعو للشك بأنة لايمكن أن تكون هذة الصور التقطت لقائد قوة التأمين المصرية الحدودية و هم خارج الحدود المصرية.
كان الوفد المصري برئاسة السيد كمال حسن علي. و في 30 سبتمبر 1988 حكمت لجنة التحكيم الدولي في الجلسة التي عقدت في برلمان بجنيف حكمها في قضية طابا، فقد حكمت بالإجماع أن طابا أرض مصرية بناءً على الوثائق التاريخية المقدمة من مصر و بشهادة شهود الإثبات.
تم نشر شهادة سيادتة بالكامل أمام هيئة المحكمة في جريدة الأهرام بتاريخ 22 مارس 1989 وكذلك الصور الوثائقية التي قدمها لهيئة الدفاع المصرية عن فترة خدمتة في طابا بين أعوام 1948 و 1950.

## أهم الأوسمة
- وسام الجمهورية من الطبقة الثانية.
- نوط الشجاعة من الطبقة الأولى.
- نوط التدريب من الطبقة الأولى.
- نشان الإستحقاق و الجدارة.
- ميدالية الإمتياز في العلوم العسكرية.
- وسام نجمة الشرف العسكرية.
- ميدالية حرب أكتوبر 73
- ميدالية الخدمة الطويلة والقدوة الحسنة.
- نوط الجدارة الذهبي.
- و 14 نشانً و ميداليةً أخرى من مصر وبعض الدول العربية و الغربية.